# Kangaroo Cup
Kangaroo Cup — женский профессиональный международный теннисный турнир, проходящий в конце весны в Гифу (Япония) на хардовых кортах. С 2014 года относится к женской взрослой серии ITF с призовым фондом 75 тысяч долларов и турнирной сеткой, рассчитанной на 32 участницы в одиночном разряде и 16 пар.

## Общая информация
Турнир женской профессиональной серии организован в Гифу в 1997 году как часть финального отрезка весенней серии соревнований в Восточной Азии на быстрых кортах. Приз вошёл в календарь женского взрослого тура ITF, получив уже в первый год призовой фонд в 50 тысяч долларов. Серия быстро стала пользоваться определённой популярностью у игроков рубежа первой и второй сотен рейтинга, стремящихся улучшить свой рейтинг, в качестве альтернативы европейской грунтовой серии. Характеристики покрытия год от года несколько менялись из-за чего менялось и его формальное название — ковёр, искусственная трава, хард.
В 2014 году, с усилением количества статусных соревнований в регионе, призовой фонд турнира вырос до 75 тысяч долларов.
Победительницы и финалистки
Одиночный турнир год от года довольно сильно меняет свой состав, и считанному числу спортсменок удалось несколько раз поучаствовать в финальном матче, но более одной победы смогла одержать лишь Тамарин Танасугарн из Таиланда, на чьём счету два титула. В паре состав участниц более стабилен и в списке чемпионок турнира множество многократных победительниц, а на счету кореянки Чо Юн Джон и японки Саори Обаты сразу три титула.
Есть в списке финалистов турнира и такие спортсмены, которым удалось выигрывать приз и в одиночном и в парном разряде, а та же Обата стала первой теннисисткой, которой две эти победы покорились в течение одного розыгрыша приза.

## Финалы разных лет
| Год  | Чемпионка              | Финалистка          | Счёт        |
| ---- | ---------------------- | ------------------- | ----------- |
| 2015 | Чжэн Сайсай            | Наоми Осака         | 3-6 7-5 6-4 |
| 2014 | Тимея Бабош            | Екатерина Бычкова   | 6-1 6-2     |
| 2013 | Ан-Софи Местах         | Ван Цян             | 1-6 6-3 6-0 |
| 2012 | Кимико Датэ-Крумм      | Ноппаван Летчивакан | 6-1 5-7 6-3 |
| 2011 | Сатиэ Исидзу           | Эмили Уэбли-Смит    | 6-1 6-3     |
| 2010 | Каролина Плишкова      | Сунь Шэннань        | 6-3 3-6 6-3 |
| 2009 | Айко Накамура          | Томоко Ёнэмура      | 6-1 6-4     |
| 2008 | Тамарин Танасугарн (2) | Кимико Датэ-Крумм   | 4-6 7-5 6-2 |
| 2007 | Чжань Юнжань           | Аюми Морита         | 6-3 6-1     |
| 2006 | Эрика Такао            | Айко Накамура       | 6-1 5-7 6-1 |
| 2005 | Саори Обата            | Сихо Хисамацу       | 6-1 2-6 6-4 |
| 2004 | Ана Иванович           | Чон Ми Ра           | 6-4 2-6 7-5 |
| 2003 | Синобу Асагоэ          | Саори Обата         | 6-4 6-1     |
| 2002 | Джулия Паллин          | Синобу Асагоэ       | 4-6 6-4 6-3 |
| 2001 | Алисия Молик           | Брианн Стюарт       | 6-2 6-3     |
| 2000 | Тамарин Танасугарн     | Синобу Асагоэ       | 7-5 6-4     |
| 1999 | Ван Шитин              | Пак Сон Хи          | 6-7 7-5 6-2 |
| 1998 | Мисуми Мияути          | Пак Сон Хи          | 6-3 6-4     |
| 1997 | Кэрри-Энн Гюс          | Чон Ми Ра           | 7-5 7-5     |

| Год  | Чемпионки                          | Финалистки                      | Счёт              |
| ---- | ---------------------------------- | ------------------------------- | ----------------- |
| 2015 | Ван Яфань Сюй Ифань                | Ан-Софи Местах Эмили Уэбли-Смит | 6-2 6-3           |
| 2014 | Ярмила Гайдошова Арина Родионова   | Мисаки Дои Се Шуин              | 6-3 6-3           |
| 2013 | Луксика Кумкхум Эрика Сэма (2)     | Нао Хибино Рико Саваянаги       | 6-4 6-3           |
| 2012 | Джессика Пегула Чжэн Сайсай        | Чжань Цзиньвэй Сюй Вэньсинь     | 6-4 3-6 [10-4]    |
| 2011 | Чжань Хаоцин Чжань Юнжань          | Ноппаван Летчивакан Эрика Сэма  | 6-2 6-3           |
| 2010 | Эрика Сэма Томоко Ёнэмура          | Ксения Лыкина Мелани Саут       | 6-3 2-6 [10-7]    |
| 2009 | Софи Фергюсон Айко Накамура        | Мисаки Дои Куруми Нара          | 6-2 6-1           |
| 2008 | Кимико Датэ-Крумм Куруми Нара      | Мелани Саут Николь Тейссен      | 6-1 6-7(8) [10-7] |
| 2007 | Аюми Морита Ай Сугияма             | Кумико Иидзима Сэйко Окамото    | 6-1 3-6 6-0       |
| 2006 | Чжань Цзиньвэй Се Шувэй            | Чжань Юнжань Чжуан Цзяжун       | 7-6(5) 3-6 7-5    |
| 2005 | Рика Фудзивара (2) Саори Обата (3) | Рёко Фуда Сэйко Окамото         | 6-1 6-2           |
| 2004 | Чо Юн Джон (3) Чон Ми Ра           | Чжуан Цзяжун Винна Пракуся      | 7-6(4) 6-2        |
| 2003 | Рика Фудзивара Саори Обата (2)     | Синобу Асагоэ Нана Мияги        | 1-6 7-5 6-3       |
| 2002 | Чо Юн Джон (2) Эви Доминикович     | Синобу Асагоэ Рика Фудзивара    | 6-2 6-2           |
| 2001 | Ким Ын Ха Винна Пракуся            | Джулия Паллин Лорна Вудрофф     | 1-6 6-4 7-6(2)    |
| 2000 | Синобу Асагоэ Юка Ёсида            | Сурина де Бер Эсме де Вильерс   | 6-3 6-1           |
| 1999 | Чхэ Кхюн Йе Чо Юн Джон             | Сихо Хисамацу Нана Мияги        | 6-2 4-6 6-2       |
| 1998 | Кэтрин Барклей Кэрри-Энн Гюс       | Чо Юн Джон Пак Сон Хи           | 7-6 6-4           |
| 1997 | Саори Обата Каору Сибата           | Синобу Асагоэ Ясуко Нисимата    | 6-3 7-5           |